# Famille Bureau
Pour les articles homonymes, voir Bureau.
 (novembre 2024).
La famille Bureau, de Nantes, est une famille d’ancienne bourgeoisie dont les membres ont joué un rôle important dans cette ville au XIXe siècle et au XXe siècle.

## Filiation
|  |  |  |  |                          |                          |                          |                          |                          |                          |                           |                          |                          |                          |                          |                          |                            |                            |                            |                            |                            |                            |  |  |                         |                         |                         |                         |                         |                         | Julien Bureau 1725-1780          |                        |                        |                        |                        |                        |                          |                          |                          |                          |                          |                          |                          |                          |                          |                          |                          |                          |  |  |  |  |                        |                        |                        |                        |                        |                        |  |  |  |  |  |  |  |  |  |  |  |  |  |  |
|  |  |  |  |                          |                          |                          |                          |                          |                          |                           |                          |                          |                          |                          |                          |                            |                            |                            |                            |                            |                            |  |  |                         |                         |                         |                         |                         |                         |                                  |                        |                        |                        |                        |                        |                          |                          |                          |                          |                          |                          |                          |                          |                          |                          |                          |                          |  |  |  |  |                        |                        |                        |                        |                        |                        |  |  |  |  |  |  |  |  |  |  |  |  |  |  |
|  |  |  |  |                          |                          |                          |                          |                          |                          |                           |                          |                          |                          |                          |                          |                            |                            |                            |                            |                            |                            |  |  |                         |                         |                         |                         |                         |                         | Louis-Aimé Bureau 1764-1852      |                        |                        |                        |                        |                        |                          |                          |                          |                          |                          |                          |                          |                          |                          |                          |                          |                          |  |  |  |  |                        |                        |                        |                        |                        |                        |  |  |  |  |  |  |  |  |  |  |  |  |  |  |
|  |  |  |  |                          |                          |                          |                          |                          |                          |                           |                          |                          |                          |                          |                          |                            |                            |                            |                            |                            |                            |  |  |                         |                         |                         |                         |                         |                         |                                  |                        |                        |                        |                        |                        |                          |                          |                          |                          |                          |                          |                          |                          |                          |                          |                          |                          |  |  |  |  |                        |                        |                        |                        |                        |                        |  |  |  |  |  |  |  |  |  |  |  |  |  |  |
|  |  |  |  |                          |                          |                          |                          |                          |                          |                           |                          |                          |                          |                          |                          |                            |                            |                            |                            |                            |                            |  |  |                         |                         |                         |                         |                         |                         | Louis-Marcellin Bureau 1795-1895 |                        |                        |                        |                        |                        |                          |                          |                          |                          |                          |                          |                          |                          |                          |                          |                          |                          |  |  |  |  |                        |                        |                        |                        |                        |                        |  |  |  |  |  |  |  |  |  |  |  |  |  |  |
|  |  |  |  |                          |                          |                          |                          |                          |                          |                           |                          |                          |                          |                          |                          |                            |                            |                            |                            |                            |                            |  |  |                         |                         |                         |                         |                         |                         |                                  |                        |                        |                        |                        |                        |                          |                          |                          |                          |                          |                          |                          |                          |                          |                          |                          |                          |  |  |  |  |                        |                        |                        |                        |                        |                        |  |  |  |  |  |  |  |  |  |  |  |  |  |  |
|  |  |  |  |                          |                          |                          |                          |                          |                          |                           |                          |                          |                          |                          |                          |                            |                            |                            |                            |                            |                            |  |  |                         |                         |                         |                         |                         |                         |                                  |                        |                        |                        |                        |                        |                          |                          |                          |                          |                          |                          |                          |                          |                          |                          |                          |                          |  |  |  |  |                        |                        |                        |                        |                        |                        |  |  |  |  |  |  |  |  |  |  |  |  |  |  |
|  |  |  |  | Édouard Bureau 1830-1918 | Édouard Bureau 1830-1918 | Édouard Bureau 1830-1918 | Édouard Bureau 1830-1918 | Édouard Bureau 1830-1918 | Édouard Bureau 1830-1918 |                           |                          |                          |                          |                          |                          | Léon Bureau 1836-1900      | Léon Bureau 1836-1900      | Léon Bureau 1836-1900      | Léon Bureau 1836-1900      | Léon Bureau 1836-1900      | Léon Bureau 1836-1900      |  |  |                         |                         |                         |                         |                         |                         | Émile Bureau 1832-1902           | Émile Bureau 1832-1902 | Émile Bureau 1832-1902 | Émile Bureau 1832-1902 | Émile Bureau 1832-1902 | Émile Bureau 1832-1902 |                          |                          |                          |                          |                          |                          | Étienne Bureau 1845-1941 | Étienne Bureau 1845-1941 | Étienne Bureau 1845-1941 | Étienne Bureau 1845-1941 | Étienne Bureau 1845-1941 | Étienne Bureau 1845-1941 |  |  |  |  | Louis Bureau 1847-1936 | Louis Bureau 1847-1936 | Louis Bureau 1847-1936 | Louis Bureau 1847-1936 | Louis Bureau 1847-1936 | Louis Bureau 1847-1936 |  |  |  |  |  |  |  |  |  |  |  |  |  |  |
|  |  |  |  | Édouard Bureau 1830-1918 | Édouard Bureau 1830-1918 | Édouard Bureau 1830-1918 | Édouard Bureau 1830-1918 | Édouard Bureau 1830-1918 | Édouard Bureau 1830-1918 |                           |                          |                          |                          |                          |                          | Léon Bureau 1836-1900      | Léon Bureau 1836-1900      | Léon Bureau 1836-1900      | Léon Bureau 1836-1900      | Léon Bureau 1836-1900      | Léon Bureau 1836-1900      |  |  |                         |                         |                         |                         |                         |                         | Émile Bureau 1832-1902           | Émile Bureau 1832-1902 | Émile Bureau 1832-1902 | Émile Bureau 1832-1902 | Émile Bureau 1832-1902 | Émile Bureau 1832-1902 |                          |                          |                          |                          |                          |                          | Étienne Bureau 1845-1941 | Étienne Bureau 1845-1941 | Étienne Bureau 1845-1941 | Étienne Bureau 1845-1941 | Étienne Bureau 1845-1941 | Étienne Bureau 1845-1941 |  |  |  |  | Louis Bureau 1847-1936 | Louis Bureau 1847-1936 | Louis Bureau 1847-1936 | Louis Bureau 1847-1936 | Louis Bureau 1847-1936 | Louis Bureau 1847-1936 |  |  |  |  |  |  |  |  |  |  |  |  |  |  |
|  |  |  |  |                          |                          |                          |                          |                          |                          |                           |                          |                          |                          |                          |                          |                            |                            |                            |                            |                            |                            |  |  |                         |                         |                         |                         |                         |                         |                                  |                        |                        |                        |                        |                        |                          |                          |                          |                          |                          |                          |                          |                          |                          |                          |                          |                          |  |  |  |  |                        |                        |                        |                        |                        |                        |  |  |  |  |  |  |  |  |  |  |  |  |  |  |
|  |  |  |  | Maurice Bureau 1861-1944 | Maurice Bureau 1861-1944 | Maurice Bureau 1861-1944 | Maurice Bureau 1861-1944 | Maurice Bureau 1861-1944 | Maurice Bureau 1861-1944 |                           |                          |                          |                          |                          |                          | Madeleine Bureau 1867-1944 | Madeleine Bureau 1867-1944 | Madeleine Bureau 1867-1944 | Madeleine Bureau 1867-1944 | Madeleine Bureau 1867-1944 | Madeleine Bureau 1867-1944 |  |  | Émile Bureau 1858-1926  | Émile Bureau 1858-1926  | Émile Bureau 1858-1926  | Émile Bureau 1858-1926  | Émile Bureau 1858-1926  | Émile Bureau 1858-1926  |                                  |                        |                        |                        |                        |                        | Gustave Bureau 1868-1951 | Gustave Bureau 1868-1951 | Gustave Bureau 1868-1951 | Gustave Bureau 1868-1951 | Gustave Bureau 1868-1951 | Gustave Bureau 1868-1951 |                          |                          |                          |                          |                          |                          |  |  |  |  |                        |                        |                        |                        |                        |                        |  |  |  |  |  |  |  |  |  |  |  |  |  |  |
|  |  |  |  | Maurice Bureau 1861-1944 | Maurice Bureau 1861-1944 | Maurice Bureau 1861-1944 | Maurice Bureau 1861-1944 | Maurice Bureau 1861-1944 | Maurice Bureau 1861-1944 |                           |                          |                          |                          |                          |                          | Madeleine Bureau 1867-1944 | Madeleine Bureau 1867-1944 | Madeleine Bureau 1867-1944 | Madeleine Bureau 1867-1944 | Madeleine Bureau 1867-1944 | Madeleine Bureau 1867-1944 |  |  | Émile Bureau 1858-1926  | Émile Bureau 1858-1926  | Émile Bureau 1858-1926  | Émile Bureau 1858-1926  | Émile Bureau 1858-1926  | Émile Bureau 1858-1926  |                                  |                        |                        |                        |                        |                        | Gustave Bureau 1868-1951 | Gustave Bureau 1868-1951 | Gustave Bureau 1868-1951 | Gustave Bureau 1868-1951 | Gustave Bureau 1868-1951 | Gustave Bureau 1868-1951 |                          |                          |                          |                          |                          |                          |  |  |  |  |                        |                        |                        |                        |                        |                        |  |  |  |  |  |  |  |  |  |  |  |  |  |  |
|  |  |  |  |                          |                          |                          |                          |                          |                          |                           |                          |                          |                          |                          |                          |                            |                            |                            |                            |                            |                            |  |  |                         |                         |                         |                         |                         |                         |                                  |                        |                        |                        |                        |                        |                          |                          |                          |                          |                          |                          |                          |                          |                          |                          |                          |                          |  |  |  |  |                        |                        |                        |                        |                        |                        |  |  |  |  |  |  |  |  |  |  |  |  |  |  |
|  |  |  |  |                          |                          |                          |                          |                          |                          | Maurice Bureau 1889-1970  | Maurice Bureau 1889-1970 | Maurice Bureau 1889-1970 | Maurice Bureau 1889-1970 | Maurice Bureau 1889-1970 | Maurice Bureau 1889-1970 |                            |                            |                            |                            |                            |                            |  |  | Robert Bureau 1898-1972 | Robert Bureau 1898-1972 | Robert Bureau 1898-1972 | Robert Bureau 1898-1972 | Robert Bureau 1898-1972 | Robert Bureau 1898-1972 |                                  |                        |                        |                        |                        |                        | Yves Bureau 1900-1993    | Yves Bureau 1900-1993    | Yves Bureau 1900-1993    | Yves Bureau 1900-1993    | Yves Bureau 1900-1993    | Yves Bureau 1900-1993    |                          |                          |                          |                          |                          |                          |  |  |  |  |                        |                        |                        |                        |                        |                        |  |  |  |  |  |  |  |  |  |  |  |  |  |  |
|  |  |  |  |                          |                          |                          |                          |                          |                          | Maurice Bureau 1889-1970  | Maurice Bureau 1889-1970 | Maurice Bureau 1889-1970 | Maurice Bureau 1889-1970 | Maurice Bureau 1889-1970 | Maurice Bureau 1889-1970 |                            |                            |                            |                            |                            |                            |  |  | Robert Bureau 1898-1972 | Robert Bureau 1898-1972 | Robert Bureau 1898-1972 | Robert Bureau 1898-1972 | Robert Bureau 1898-1972 | Robert Bureau 1898-1972 |                                  |                        |                        |                        |                        |                        | Yves Bureau 1900-1993    | Yves Bureau 1900-1993    | Yves Bureau 1900-1993    | Yves Bureau 1900-1993    | Yves Bureau 1900-1993    | Yves Bureau 1900-1993    |                          |                          |                          |                          |                          |                          |  |  |  |  |                        |                        |                        |                        |                        |                        |  |  |  |  |  |  |  |  |  |  |  |  |  |  |
|  |  |  |  |                          |                          |                          |                          |                          |                          | François Bureau 1921-1945 |                          |                          |                          |                          |                          |                            |                            |                            |                            |                            |                            |  |  |                         |                         |                         |                         |                         |                         |                                  |                        |                        |                        |                        |                        |                          |                          |                          |                          |                          |                          |                          |                          |                          |                          |                          |                          |  |  |  |  |                        |                        |                        |                        |                        |                        |  |  |  |  |  |  |  |  |  |  |  |  |  |  |

## Personnalités

### Julien Bureau (1725-1780)

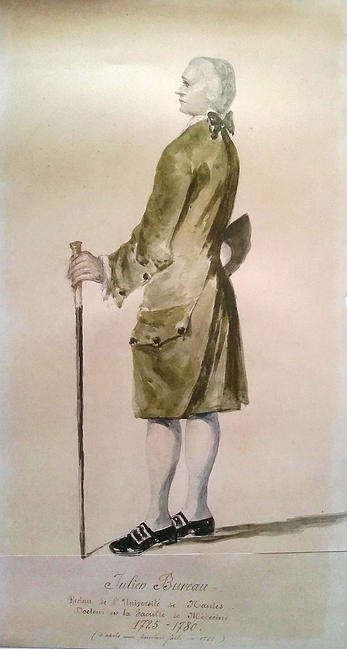
Julien Bureau (1725-1780)

Julien Bureau est né le 28 février 1725 à Nantes et mort le 1er janvier 1780 dans la même ville.
Il se marie avec Catherine Richeux. Ils auront ensemble 10 enfants, dont Louis-Aimé Bureau.
Il est régent de la Faculté de médecine de Nantes, recteur de l'Université de Nantes de 1762 à 1763.

### Louis-Aimé Bureau (1764-1852)
Louis-Aimé Bureau est né le 25 septembre 1764 à Nantes et mort dans la même ville le 15 avril 1852. Il est le cinquième enfant de Julien Bureau.
Il se marie avec Émilie-Rose Bonnier de La Pellière, avec laquelle il aura 5 enfants, dont Louis-Marcellin Bureau. Il est également le grand-père de Pitre de Lisle du Dréneuc.
Il est négociant armateur, juge au tribunal de commerce et conseiller municipal de Nantes de 1815 à 1830. Il habitait au 4, place du Commerce, à Nantes.
En juillet 1846, il a acheté le château de la Meilleraye, qui appartient toujours aujourd'hui à la famille.

### Louis-Marcellin Bureau (1795-1895)
Louis-Marcellin Bureau est né le 12 décembre 1795 à Nantes et mort dans la même ville le 20 janvier 1895, à l'âge de 99 ans.
Il est négociant armateur, juge au tribunal de commerce de Nantes de 1829 à 1831.
Il épouse Lucie Rozier, nièce de Ferdinand Rozier, avec laquelle il aura 5 enfants :
- Édouard
- Émile
- Léon
- Étienne
- Louis

Il est appelé le Grand-Père Cent Ans par ses descendants, étant mort quasiment à cet âge là.

### Édouard Bureau (1830-1918)

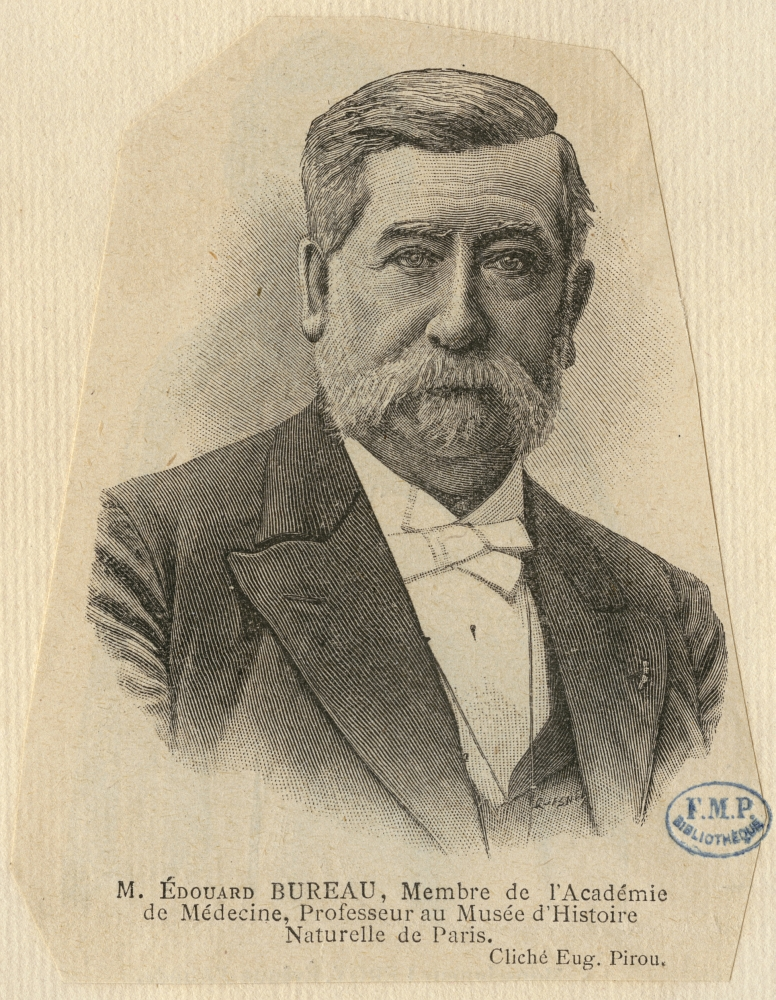
Édouard Bureau

Louis-Édouard Bureau, né le 20 mai 1830 à Nantes, est le fils aîné de Louis-Marcellin. Il fut docteur en médecine, membre de l'Académie de médecine et professeur du Muséum d'histoire naturelle de Nantes. Il épousa Marie Decroix, fille d'Adolphe Decroix. Il eut 5 enfants, dont Maurice qui épousa sa cousine germaine, Madeleine Bureau, fille de Léon.
Il meurt à Paris le 14 décembre 1918.

### Émile Bureau (1832-1902)
François-Émile Bureau est né le 3 mars 1832 à Nantes. Il est le second fils de Louis-Marcellin. Il entre dans la maison d’armement « Louis Bureau et fils » de son père après ses études secondaires et devient armateur.
Il épouse en 1858 Berthe Fruchard, fille d’un armateur nantais. Ils eurent ensemble 5 enfants : dont Émile et Gustave.
Peu après la mort de son père, il achète, aux descendants de Thomas Dobrée, le château du Port-Hubert, une propriété à Sucé-sur-Erdre sur les bords de l’Erdre. Il y passait beaucoup de temps à cultiver des fleurs, à pêcher et à peindre. Il est mort à Nantes, au 12 boulevard Delorme, le 10 août 1902.

### Léon Bureau (1836-1900)

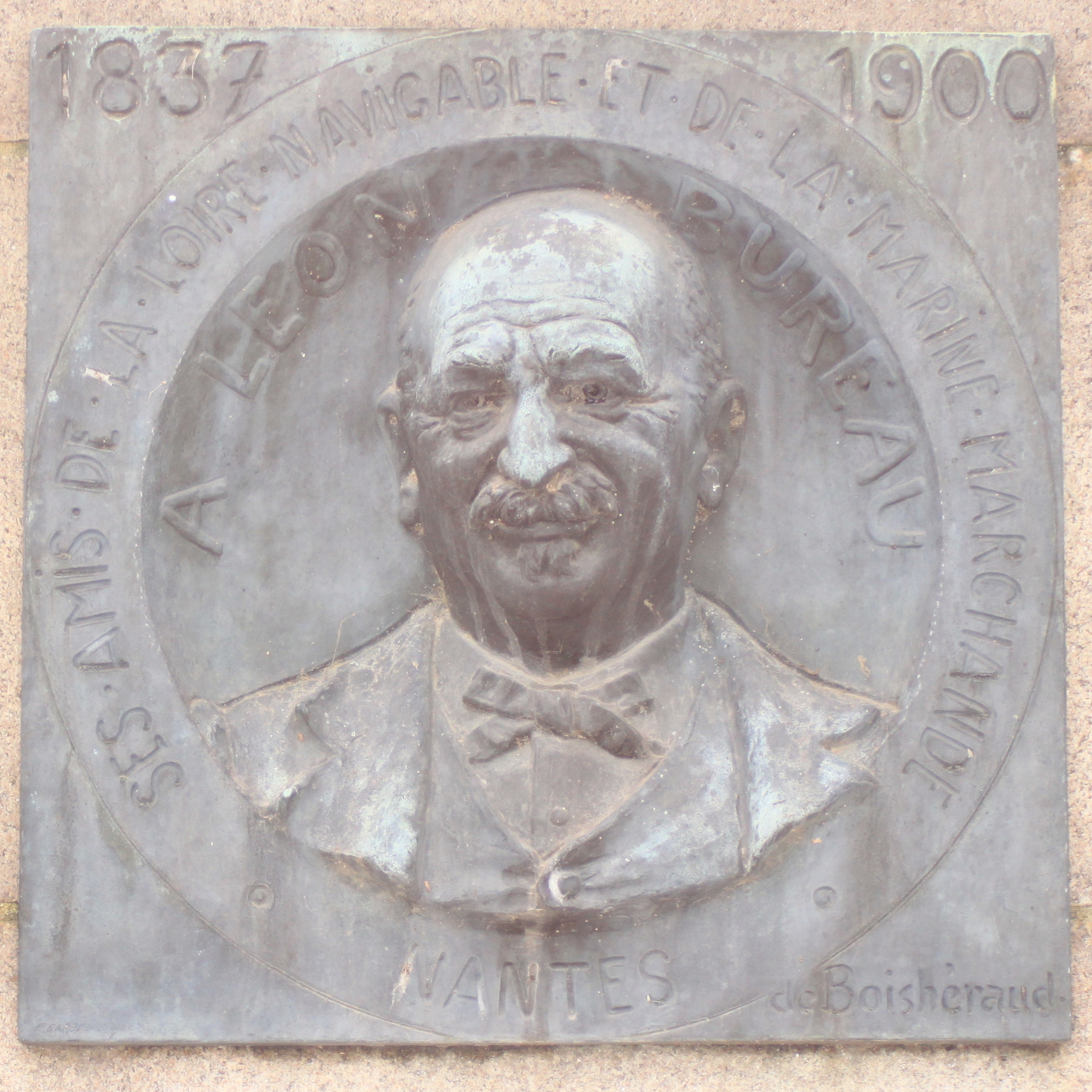
Léon Bureau

Léon Bureau est né le 1er novembre 1837 à Nantes. Troisième fils de Louis-Marcellin, il est reconnu pour son grand intérêt et son travail pour les langues et dialectes.
Il se marie en 1862 avec Marie Lallié (sœur d'Alfred Lallié). Il aura 4 filles, dont Henriette, qui épousa Jean Babin-Chevaye, et Madeleine, qui épousa Maurice Bureau, fils d'Edouard (et donc son cousin germain).
Léon meurt à Nantes le 9 novembre 1900. Le Boulevard Léon-Bureau, dans cette même ville, a été nommé en son honneur.

### Étienne Bureau (1845-1941)
Marie-Jacques-Étienne Bureau est né le 15 janvier 1845 à Nantes. Il est le quatrième fils de Louis-Marcellin. Il fait en voyage un long voyage en 1870 pour aller voir en Amérique ses cousins maternels, les Rozier, dont une branche s'y était installée sous la Révolution. Il parcourt tous les États-Unis et séjourne à Saint Louis dans le Michigan.
Rentré à Nantes, il rejoint son père et son frère Émile dans leur métier d’armateur.
Il se marie en 1879 avec Marie Le Masne, qui lui donné 3 fils.
De compétence universellement reconnue, juriste et très bon administrateur, il est juge au Tribunal de commerce de Nantes de 1881 à 1892.
Il vécut à la Provostière, propriété de sa famille à Riaillé construite par son frère Louis, en compagnie de ce dernier, sur les bords de l’étang du même nom. Grand chasseur mais aussi passionné de pêche, Étienne fait construire, en 1925, à Croix-de-Vie, une villa dénommée « Kervel ». Il meurt en 1941 à l'âge de 96 ans.

### Louis Bureau (1847-1936)

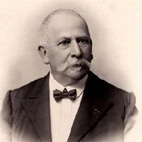
Louis Bureau

Louis-Marcellin Bureau est né le 18 novembre 1847 et mort le 14 décembre 1936 à Nantes, Louis est le cinquième et dernier de fils de Louis-Marcellin et le seul à ne pas s'être marié : il aurait dit à Henri Filhol : Mais que ferais-je d’une femme, n’ai-je pas déjà épousé la Science ?
Médecin et zoologiste, le square Docteur-Louis-Bureau, à Nantes, près du Muséum d'histoire naturelle, a été nommé en son honneur.
En 1895, il fit construire le château de la Provostière, près du château de la Meilleraye, appartenant alors à son frère aîné.

### Émile Bureau (1858-1926)
Émile (II) Pierre Bureau est né le 14 octobre 1858 à Nantes et mort le 31 juillet 1926. Fils aîné d'Émile (I), il est docteur en médecine et professeur à l'École de médecine de Nantes. Il est le père de Robert Bureau.

### Gustave Bureau (1868-1951)
Gustave Édouard Bureau est né le 31 janvier 1868 à Nantes et mort le 22 février 1951. Il est le fils d'Émile (I). Il est docteur en médecine, professeur à l'École de médecine de Nantes, interne des Hôpitaux de Paris et médecin des Hôpitaux.
Marié à Yvonne Jan-Kerguistel, il est le père d’Yves Bureau, ainsi que le beau-père de Georges Goüin et de François Romefort.

### Robert Bureau (1898-1972)
Robert Bureau est né le 9 avril 1898 à Nantes d'Émile Bureau (1858-1926), il est médecin et professeur de médecine.
Il épouse Suzanne Merlant, fille de Francis Merlant.
Il meurt le 8 août 1972 à Nantes.

### Yves Bureau (1900-1993)
Yves Bureau est né le 12 juin 1900 à Nantes et mort dans la même ville le 24 mars 1993, il est interne des Hôpitaux de Paris, professeur de médecine et président de la Société française de dermatologie et de syphiligraphie (SFDS)
Il est fait chevalier de la Légion d'honneur et de l'Ordre de Saint-Grégoire-le-Grand.
Il épouse Annick Lecointre, petite-fille de Gustave Massion.
Il meurt le 24 mars 1993.

### François Bureau (1921-1945)
François Bureau est né le 23 avril 1921 à Nantes. Il est l'aîné des 8 enfants de Maurice (II) Bureau et de Maï Hersart de La Villemarqué. Il est élève à l'École militaire de Saint-Cyr. Résistant, il est déporté et meurt en déportation le 21 avril 1945 au camp de concentration de Nordhausen.

## Fêtes de famille
Tous les 10 ans, les descendants de Louis-Marcellin Bureau se réunissent dans une grande fête de famille, regroupant plus de 1 000 personnes, organisée par l'ADLMB (association des descendants de Louis-Marcellin Bureau) dont tous les descendants sont membres de fait. Ils sont répartis en 4 branches, une pour chacun des 4 fils aînés de Louis-Marcellin : Edouard, Emile, Léon, Etienne (Louis n'ayant pas eu d'enfant). Chaque branche est représentée par une couleur : rouge pour Edouard, jaune pour Emile, bleu pour Léon, vert pour Etienne. Ainsi, les participants se vêtissent de cette couleur afin de facilement se repérer. En juin 2015, plus de 1200 cousins se réunissent. 10 ans plus tard, en juin 2025, ce sont 1500 cousins qui se retrouvent.